# Laosz az 1980. évi nyári olimpiai játékokon
Laosz a szovjetunióbeli Moszkvában megrendezett 1980. évi nyári olimpiai játékok egyik részt vevő nemzete volt. Az országot az olimpián 3 sportágban 19 sportoló képviselte, akik érmet nem szereztek. Laosz első alkalommal vett részt az olimpiai játékokon.

## Atlétika
Férfi
| Versenyző              | Versenyszám     | Előfutam | Előfutam | Előfutam | Negyeddöntő | Negyeddöntő | Negyeddöntő | Elődöntő | Elődöntő | Elődöntő | Döntő     | Döntő    |
| Versenyző              | Versenyszám     | Idő      | Hely.    | Össz.    | Idő         | Hely.       | Össz.       | Idő      | Hely.    | Össz.    | Idő       | Helyezés |
| ---------------------- | --------------- | -------- | -------- | -------- | ----------- | ----------- | ----------- | -------- | -------- | -------- | --------- | -------- |
| Soutsakhone Somninhom  | 100 m           | 11,69    | 7.       | 64.      | kiesett     | kiesett     | kiesett     | kiesett  | kiesett  | kiesett  | kiesett   | kiesett  |
| Sitthixay Sacpraseuth  | 200 m           | 24,28    | 7.       | 55.      | kiesett     | kiesett     | kiesett     | kiesett  | kiesett  | kiesett  | kiesett   | kiesett  |
| Panh Khemanith         | 400 m           | 53,74    | 7.       | 50.      | kiesett     | kiesett     | kiesett     | kiesett  | kiesett  | kiesett  | kiesett   | kiesett  |
| Vongdeuane Phongsavanh | 800 m           | 2:05,5   | 6.       | 40.      |             |             |             | kiesett  | kiesett  | kiesett  | kiesett   | kiesett  |
| Thipsamay Chanthaphone | 20 km gyaloglás |          |          |          |             |             |             |          |          |          | 2:20:22,0 | 25.      |

Női
| Versenyző            | Versenyszám | Előfutam | Előfutam | Előfutam | Negyeddöntő | Negyeddöntő | Negyeddöntő | Elődöntő | Elődöntő | Elődöntő | Döntő   | Döntő    |
| Versenyző            | Versenyszám | Idő      | Hely.    | Össz.    | Idő         | Hely.       | Össz.       | Idő      | Hely.    | Össz.    | Idő     | Helyezés |
| -------------------- | ----------- | -------- | -------- | -------- | ----------- | ----------- | ----------- | -------- | -------- | -------- | ------- | -------- |
| Seuth Khampa         | 100 m       | 14,62    | 8.       | 39.      | kiesett     | kiesett     | kiesett     | kiesett  | kiesett  | kiesett  | kiesett | kiesett  |
| Boualong Boungnavong | 200 m       | 30,42    | 6.       | 35.      | kiesett     | kiesett     | kiesett     | kiesett  | kiesett  | kiesett  | kiesett | kiesett  |

## Ökölvívás
| Versenyző                | Versenyszám  | Selejtező         | 32-es főtábla                | Nyolcaddöntő      | Negyeddöntő       | Elődöntő          | Döntő             | Helyezés |
| Versenyző                | Versenyszám  | Ellenfél Eredmény | Ellenfél Eredmény            | Ellenfél Eredmény | Ellenfél Eredmény | Ellenfél Eredmény | Ellenfél Eredmény | Helyezés |
| ------------------------ | ------------ | ----------------- | ---------------------------- | ----------------- | ----------------- | ----------------- | ----------------- | -------- |
| Singkham Phongpratith    | Papírsúly    |                   | Pedro Nieves (VEN) · RSC     | kiesett           | kiesett           | kiesett           | kiesett           | 17.      |
| Souneat Ouphaphone       | Harmatsúly   | erőnyerő          | Fayez Zaghloul (SYR) · 0:5   | kiesett           | kiesett           | kiesett           | kiesett           | 17.      |
| Takto Youtiya Homrasmy   | Pehelysúly   | erőnyerő          | Winifred Kabunda (ZAM) · RSC | kiesett           | kiesett           | kiesett           | kiesett           | 17.      |
| Bounphisith Songkhamphou | Könnyűsúly   |                   | Kazimierz Adach (POL) · RSC  | kiesett           | kiesett           | kiesett           | kiesett           | 17.      |
| M. Kampanath             | Kisváltósúly |                   | Farez Halabi (SYR) · 2:3     | kiesett           | kiesett           | kiesett           | kiesett           | 17.      |
| Outsana Dao              | Váltósúly    |                   | Joey Frost (GBR) · KO        | kiesett           | kiesett           | kiesett           | kiesett           | 17.      |

RSC – a mérkőzésvezető megállította a mérkőzést

## Sportlövészet
Nyílt
| Versenyző           | Versenyszám          | Pont | Helyezés |
| ------------------- | -------------------- | ---- | -------- |
| Khamsing            | Gyorstüzelő pisztoly | 499  | 39.      |
| Khamphanh           | Gyorstüzelő pisztoly | 453  | 40.      |
| Souvanny Souksavath | Szabadpisztoly       | 502  | 32.      |
| Syseuy              | Szabadpisztoly       | 481  | 33.      |
| Khamseua Bounheuang | Sportpuska, fekvő    | 556  | 55.      |
| Hath                | Sportpuska, fekvő    | 546  | 56.      |